# Albert Meltzer
Pour les articles homonymes, voir Meltzer.
Albert Meltzer, né le 7 janvier 1920 à Tottenham (Londres) et mort le 7 mai 1996 à Weston-super-Mare (Grande-Bretagne), est une figure marquante de l'anarchisme anglais, engagé contre le franquisme et acteur de la solidarité internationale dans le mouvement libertaire.

## Biographie
Il est né à Tottenham (district de Londres), dans une famille de juifs et de protestants irlandais.
Dès l'âge de 15 ans, il s'intéresse au socialisme, mais c'est dans le milieu de la boxe amateur (qu'il pratique), qu'il découvre l'anarchisme.
Il assiste à sa première réunion anarchiste en 1935, où il se singularise en contredisant Emma Goldman au sujet…de la boxe.
Il rejoint alors la principale organisation libertaire de Londres The Freedom Group.
En 1936, il s’engage activement aux côtés des anarchistes espagnols, aidant à organiser notamment des cargaisons d’armes au départ de Hambourg à destination de la CNT espagnole et sert de contact, en Angleterre, pour les services de renseignements anarchistes.
En 1937, il forme le groupe The Friends of Durruti puis rejoint le Libertarian Youth mouvement.
En 1938, muni de faux papiers, il se rend en Allemagne dans de but de commettre un attentat contre Hitler.
Il exerce ensuite divers métiers, employé du gaz, journaliste reporter, acteur de cinéma, etc.
En 1939, il est un des éditeurs du journal anarchiste Revolt !, puis il participe à War Commentary et devient le secrétaire de la seconde Fédération Anarchiste créée clandestinement le 28 avril 1940.

### Antimilitariste
En 1944, n'ayant pas répondu à son ordre de mobilisation, il est arrêté et emprisonné pour désertion. Il est mobilisé ensuite en Égypte dans le Pioneer Corps. Il prend part à une mutinerie et passe deux fois en cour martiale.

### Internationaliste
De retour en Angleterre en 1948, il poursuit son militantisme.
En 1962, il s'engage dans la lutte aux côtés des anti-franquistes espagnols. Il participe au Groupe du 1er mai à Londres puis au Cuddon's group.
En 1967, il relance l'Anarchist Black Cross avec Stuart Christie et fonde avec lui en 1970, le journal Black Flag.
Dans les années 1950, il collabore au journal Freedom qu’il quitte en 1965 pour fonder Wooden Shoe Press.
Il est arrêté fin août 1971, avec six autres anarchistes, inculpé pour sa prétendue appartenance au groupe d'activistes Angry Brigade (Brigade de la Colère) qui a commis divers attentats. Le procès s'ouvre à Londres le 30 mai 1972, pour finir le 6 décembre. Quatre inculpés sont condamnés à de lourdes peines de prison, mais il est acquitté après avoir passé 18 mois en détention préventive.
En 1971, il ouvre avec Miguel Garcia, à Londres, le Centre Iberico International. Ils y organisent des campagnes de solidarité pour les activistes du Movimiento Ibérico de Liberación (MIL) ou des Groupes d'action révolutionnaire internationalistes (GARI) emprisonnés.
Au début des années 1980, il rejoint le Direct Action Movement, organisation anarcho-syndicaliste, qui deviendra la Solidarity Federation, dont il reste membre jusqu’à sa mort.
Il est également parmi les fondateurs de l'importante librairie libertaire, la Kate Sharpley Library.

## Œuvres
- I Couldn’t Paint Golden Angels : Sixty Years of Commonplace Life and Anarchist Agitation, AK Press, 1996, texte intégral.
- Anarchism, Arguments For and Against, Cienfuegos Press, texte intégral.
- Anarchists in London: 1935-1955, Cienfuegos Press, 1976, texte intégral.
- Avec Stuart Christie, The Floodgates of Anarchy, texte intégral.

### En français
- Derrière les Slogans : « Indépendance Nationale » (Behind the Slogans : « National Independence »), War Commentary, vol 4 n°3, décembre 1942, texte intégral.

## Notices
- Notices d'autorité :   - VIAF
  - ISNI
  - IdRef
  - LCCN
  - GND
  - Espagne
  - Pays-Bas
  - Israël
  - Catalogne
  - Tchéquie
  - Grèce
  - WorldCat
- L'Éphéméride anarchiste : notice biographique.
- Racines et branches : notice biographique.
- René Bianco, 100 ans de presse anarchiste : notice.
- Fondation Pierre Besnard : notice biographique.
- (en) Kate Sharpley Library : notice biographique.